# Jefferson (Wisconsin)
Jefferson ist eine Stadt (mit dem Status „City“) und Verwaltungssitz des Jefferson County im US-amerikanischen Bundesstaat Wisconsin. Im Jahr 2010 hatte Jefferson 7973 Einwohner.

## Geografie
Jefferson liegt im mittleren Südosten Wisconsins an der Mündung des Crawfish River in den Rock River, einen linken Nebenfluss des Mississippi.
Die geografischen Koordinaten von Jefferson sind 43°00′20″ nördlicher Breite und 88°48′26″ westlicher Länge. Das Stadtgebiet erstreckt sich über eine Fläche von 15,36 km², die sich  auf 14,81 km² Land- und 0,55 km² Wasserfläche verteilen. Die Stadt Jefferson ist im Westen, Süden und Osten von der Town of Jefferson sowie im Norden von der Town of Aztalan umgeben, ohne einer davon anzugehören.
Nachbarorte von Jefferson sind Johnson Creek (9,5 km nordnordöstlich), Helenville (9,5 km östlich), Hebron (12,2 km südöstlich), Fort Atkinson (9,8 km südsüdwestlich), Lake Ripley (16,3 km westlich), Cambridge (18,6 km in der gleichen Richtung) und Lake Mills (14 km nordwestlich).
Die nächstgelegenen größeren Städte sind Green Bay am Michigansee (207 km nordnordöstlich), Wisconsins größte Stadt Milwaukee (76,6 km ostsüdöstlich), Chicago in Illinois (188 km südöstlich), Rockford in Illinois (93,3 km südsüdwestlich) und Wisconsins Hauptstadt Madison (52,7 km westlich).

## Verkehr
Der vierspurig ausgebaute Wisconsin State Highway 26 bildet die westliche Umgehungsstraße von Jefferson. In der Stadtmitte kreuzen der in West-Ost-Richtung verlaufende U.S. Highway 18 und der von Nord nach Süd führende alte WIS 26. Alle weiteren Straßen sind untergeordnete Landstraßen, teils unbefestigte Fahrwege sowie innerörtliche Verbindungsstraßen.
Durch das Stadtgebiet verläuft für den Frachtverkehr in Nord-Süd-Richtung eine Eisenbahnlinie der Union Pacific Railroad.
In einer Entfernung von knapp einen Kilometer von der nördlichen Stadtgrenze führt mit dem 1986 auf der Trasse einer früheren Eisenbahnstrecke der North Western eröffneten Glacial Drumlin State Trail ein Rail Trail für Wanderer und Radfahrer an der Stadt vorbei. Im Winter kann der Wanderweg auch mit Schneemobilen befahren werden.
Mit dem Fort Atkinson Municipal Airport befindet sich 5 km südlich von Jefferson ein kleiner Flugplatz. Die nächsten Verkehrsflughäfen sind der Dane County Regional Airport in Madison (55,8 km westnordwestlich) und der Milwaukee Mitchell International Airport in Milwaukee (84 km östlich).

## Geschichte
Im Jahr 1839 befand sich in Jefferson der höchste Punkt, der über den Rock River mit Dampfschiffen erreichbar war. Damals wurden vor allem neue Siedler in die Region gebracht.
Die meisten Siedler in Jefferson waren Deutsche, was auch an den Familiennamen der heutigen Bewohner noch erkennbar ist. Es werden jährlich Feste gefeiert, die das Erbe der Bewohner lebendig halten sollen.

## Bevölkerung
Nach der Volkszählung im Jahr 2010 lebten in Jefferson 7973 Menschen in 3132 Haushalten. Die Bevölkerungsdichte betrug 538,4 Einwohner pro Quadratkilometer. In den 3132 Haushalten lebten statistisch je 2,42 Personen.
Ethnisch betrachtet setzte sich die Bevölkerung zusammen aus 91,2 Prozent Weißen, 0,7 Prozent Afroamerikanern, 0,4 Prozent amerikanischen Ureinwohnern, 0,7 Prozent Asiaten, 0,1 Prozent Polynesiern sowie 5,4 Prozent aus anderen ethnischen Gruppen; 1,5 Prozent stammten von zwei oder mehr Ethnien ab. Unabhängig von der ethnischen Zugehörigkeit waren 11,8 Prozent der Bevölkerung spanischer oder lateinamerikanischer Abstammung.
24,4 Prozent der Bevölkerung waren unter 18 Jahre alt, 59,9 Prozent waren zwischen 18 und 64 und 15,7 Prozent waren 65 Jahre oder älter. 50,2 Prozent der Bevölkerung war weiblich.
Das mittlere jährliche Einkommen eines Haushalts lag bei 45.858 USD. Das Pro-Kopf-Einkommen betrug 22.854 USD. 9,2 Prozent der Einwohner lebten unterhalb der Armutsgrenze.

## Bekannte Bewohner
- Robert Kirkland Henry (1890–1946) – republikanischer Abgeordneter des US-Repräsentantenhauses (1945–1946)[11] – geboren und aufgewachsen in Jefferson
- Francis Hoffmann (1822–1903) – von 1861 bis 1865 Vizegouverneur von Illinois[12] – lebte die letzten Jahre seines Lebens in Jefferson und starb hier